# Bertrude
Titre
Reine des Francs
Bertrude  (en latin Bertrudis), morte vers 619, est une reine des Francs, seconde épouse de Clotaire II, roi de Neustrie.
Bien que ses origines soient inconnues, on sait que le puissant maire du Palais Erchinoald était cousin du jeune roi Dagobert Ier par sa mère, ce qui ferait de Bertrude une sœur de sainte Gerberge et une fille des nobles Richomer et sainte Gertrude. On ignore cependant la filiation maternelle des fils du roi Clotaire II, les princes Dagobert Ier et Caribert II, puisqu'on lui connaît trois épouses différentes (Haldetrudis, Bertetrudis et Sichildis).
La Chronique du Pseudo-Frédégaire la prétend particulièrement aimée de son mari et très honorée par les Francs. Elle précise par ailleurs que la reine déjoua un complot qui prévoyait l'assassinat du roi Clotaire et son remariage avec l'usurpateur régicide, le patrice d'origine royale burgonde nommé Aletheus.
Elle mourut la trente-cinquième année du règne de Clotaire II, ce qui tombe en 618 ou 619.
Bertrude pourrait aussi être la mère des deux autres fils connus de Clotaire II, le prince Mérovée (capturé en 604 par les armées austrasiennes), et un garçon mort jeune vers 617 (mentionné par la Vita Rusticulae).